# جولیت میل
ژولیت میل (انگلیسی: Juliet Mills؛ زادهٔ ۲۱ نوامبر ۱۹۴۱) یک هنرپیشه اهل بریتانیا است. وی از سال ۱۹۴۲ میلادی تاکنون مشغول فعالیت بوده است.
از فیلم‌ها یا برنامه‌های تلویزیونی که وی در آن نقش داشته است می‌توان به در آن‌طوری که خدمت می‌کنیم، پولمن و خواهر دیگر اشاره کرد.

## ازدواج
میل با ماکسول کالفیلد، 18 سال از او کوچکتر بود، ازدواج کرد. میل در مورد تفاوت سنی می گوید: "همه همیشه علاقه مند به این موضوع هستند که من با کسی ازدواج کرده ام که بسیار جوان تر از من است... هیچ قانونی وجود ندارد و این چیزی است که من معتقدم، زیرا سن واقعاً مهم نیست. اگر با کسی ملاقات کردید که واقعاً به او نزدیک هستید، کسی که دوستش دارید، به او پایبند باشید." 